# Ausschuss für Forschung, Technologie, Raumfahrt und Technikfolgenabschätzung
Der Ausschuss für Forschung, Technologie, Raumfahrt und Technikfolgenabschätzung (zuvor: Ausschuss für Bildung, Forschung und Technikfolgenabschätzung) ist einer der ständigen Ausschüsse des Deutschen Bundestages. Seit 2025 wird das Thema Bildung durch den Ausschuss für Bildung, Familie, Senioren, Frauen und Jugend wahrgenommen.

## Aufgaben des Ausschusses
Der Ausschuss berät langfristige Weichenstellungen in der Forschungs- und Bildungspolitik, etwa in der Förderung des Forschungsstandortes und in der Hochschul- und Berufsausbildung, aber auch bei der individuellen Förderung des Einzelnen zum Beispiel durch das BAföG. Eine Besonderheit der Ausschussarbeit ist das Büro für Technikfolgen-Abschätzung beim Deutschen Bundestag, das bei forschungs- und technologiepolitischen Fragen berät.

## Mitglieder in der 21. Legislaturperiode
Vorsitzender des Forschungsausschusses in der 21. Legislaturperiode ist Karl Lauterbach.
| CDU/CSU                   | AfD                    | SPD                            | Grüne                  | Linke                               |
| ------------------------- | ---------------------- | ------------------------------ | ---------------------- | ----------------------------------- |
| Stephan Albani (Obmann)   | Adam Balten            | Oliver Kaczmarek (Obmann)      | Ayse Asar (Sprecherin) | Anne-Mieke Bremer                   |
| Reza Asghari              | Christoph Birghan      | Karl Lauterbach (Vorsitzender) | Andrea Lübcke (Obfrau) | Nicole Gohlke (stellv. Vorsitzende) |
| Frederik Bouffier         | Ingo Hahn              | Holger Mann                    | Claudia Müller         | Sonja Lemke (Obfrau)                |
| Hansjörg Durz             | Nicole Höchst (Obfrau) | Lina Seitzl                    | Anja Reinalter         |                                     |
| Joachim Ebmeyer           | Michael Kaufmann       | Carolin Wagner                 |                        |                                     |
| Fabian Gramling           | Andreas Mayer          | Maja Wallstein                 |                        |                                     |
| Adrian Grasse             | Stefan Schröder        |                                |                        |                                     |
| Florian Müller (Sprecher) |                        |                                |                        |                                     |
| Florian Oest              |                        |                                |                        |                                     |
| Hans Theiss               |                        |                                |                        |                                     |

## Mitglieder der 20. Legislaturperiode
Vorsitzender des Bildungsausschusses in der 20. Legislaturperiode war Kai Gehring (Bündnis 90/Die Grünen).
| SPD                 | CDU/CSU           | Bündnis 90/Die Grünen       | FDP                     | AfD              | Die Linke     |
| ------------------- | ----------------- | --------------------------- | ----------------------- | ---------------- | ------------- |
| Holger Becker       | Stephan Albani    | Kai Gehring                 | Friedhelm Boginski      | Götz Frömming    | Nicole Gohlke |
| Oliver Kaczmarek    | Norbert Altenkamp | Anna Christmann             | Maximilian Funke-Kaiser | Nicole Höchst    | Petra Sitte   |
| Holger Mann         | Gitta Connemann   | Laura Kraft                 | Peter Heidt             | Marc Jongen      |               |
| Ye-One Rhie         | Ingeborg Gräßle   | Anja Reinalter              | Ria Schröder            | Michael Kaufmann |               |
| Jessica Rosenthal   | Monika Grütters   | Marlene Schönberger         | Stephan Seiter          |                  |               |
| Lina Seitzl         | Thomas Jarzombek  | Franziska Krumwiede-Steiner |                         |                  |               |
| Ruppert Stüwe       | Daniela Ludwig    |                             |                         |                  |               |
| Marja-Liisa Völlers | Lars Rohwer       |                             |                         |                  |               |
| Carolin Wagner      | Katrin Staffler   |                             |                         |                  |               |
| Maja Wallstein      | Alexander Föhr    |                             |                         |                  |               |
| Katrin Zschau       |                   |                             |                         |                  |               |

## Mitglieder der 19. Legislaturperiode
Die 43 Mitglieder des Ausschusses im 19. Deutschen Bundestag setzten sich aus 15 Mitgliedern der CDU/CSU-Bundestagsfraktion, 9 Mitgliedern der SPD-Fraktion, je 5 Mitgliedern der AfD-Bundestagsfraktion und der FDP-Bundestagsfraktion, jeweils 4 Mitgliedern der Linksfraktion und der Bundestagsfraktion Bündnis 90/Die Grünen sowie einem fraktionslosen Abgeordneten zusammen.
Vorsitzender des Ausschusses war Ernst Dieter Rossmann (SPD) und die stellvertretende Vorsitzende Sybille Benning (CDU/CSU).
| CDU/CSU                                        | SPD                                  | AfD                 | FDP                 | Die Linke           | Bündnis 90/Die Grünen    | fraktionslos  |
| ---------------------------------------------- | ------------------------------------ | ------------------- | ------------------- | ------------------- | ------------------------ | ------------- |
| Michael von Abercron                           | Ulrike Bahr                          | Michael Espendiller | Jens Brandenburg    | Birke Bull-Bischoff | Anna Christmann          | Mario Mieruch |
| Stephan Albani                                 | Karamba Diaby                        | Götz Frömming *     | Mario Brandenburg * | Nicole Gohlke       | Kai Gehring *            |               |
| Norbert Altenkamp                              | Wiebke Esdar                         | Nicole Höchst       | Britta Dassler      | Sören Pellmann *    | Margit Stumpp            |               |
| Sybille Benning (stellvertretende Vorsitzende) | Yasmin Fahimi                        | Marc Jongen         | Peter Heidt         | Petra Sitte         | Beate Walter-Rosenheimer |               |
| Eberhard Gienger                               | Oliver Kaczmarek *                   | Martin Reichardt    | Thomas Sattelberger |                     |                          |               |
| Stefan Kaufmann *                              | Markus Paschke                       |                     |                     |                     |                          |               |
| Ronja Kemmer                                   | René Röspel                          |                     |                     |                     |                          |               |
| Yvonne Magwas                                  | Ernst Dieter Rossmann (Vorsitzender) |                     |                     |                     |                          |               |
| Astrid Mannes                                  | Marja-Liisa Völlers                  |                     |                     |                     |                          |               |
| Albert Rupprecht                               |                                      |                     |                     |                     |                          |               |
| Tankred Schipanski                             |                                      |                     |                     |                     |                          |               |
| Katrin Staffler                                |                                      |                     |                     |                     |                          |               |
| Wolfgang Stefinger                             |                                      |                     |                     |                     |                          |               |
| Andreas Steier                                 |                                      |                     |                     |                     |                          |               |
| Dietlind Tiemann                               |                                      |                     |                     |                     |                          |               |

- * Obleute

## Mitglieder der 18. Legislaturperiode
Die 34 Mitglieder des Ausschusses setzen sich aus 17 Mitgliedern der CDU/CSU-Bundestagsfraktion, 11 Mitgliedern der SPD-Fraktion, sowie jeweils 3 Mitgliedern der Linksfraktion und der Bundestagsfraktion Bündnis 90/Die Grünen zusammen. Vorsitzende war Patricia Lips (CDU/CSU).
| CDU/CSU – Ordentliches Mitglied | CDU/CSU – Stellvertretendes Mitglied | SPD – Ordentliches Mitglied | SPD – Stellvertretendes Mitglied | Die Linke – Ordentliches Mitglied | Die Linke – Stellvertretendes Mitglied | Bündnis 90/Die Grünen – Ordentliches Mitglied | Bündnis 90/Die Grünen – Stellvertretendes Mitglied |
| ------------------------------- | ------------------------------------ | --------------------------- | -------------------------------- | --------------------------------- | -------------------------------------- | --------------------------------------------- | -------------------------------------------------- |
| Stephan Albani                  | Christoph Bergner                    | Willi Brase                 | Hans-Peter Bartels               | Nicole Gohlke                     | Agnes Alpers                           | Kai Gehring *                                 | Harald Ebner                                       |
| Katrin Albsteiger               | Eberhard Gienger                     | Daniela De Ridder           | Sabine Bätzing-Lichtenthäler     | Rosemarie Hein *                  | Diana Golze                            | Özcan Mutlu                                   | Sylvia Kotting-Uhl                                 |
| Sybille Benning                 | Rudolf Henke                         | Karamba Diaby               | Lars Castellucci                 | Ralph Lenkert                     | Azize Tank                             | Beate Walter-Rosenheimer                      | Doris Wagner                                       |
| Alexandra Dinges-Dierig         | Bettina Hornhues                     | Saskia Esken                | Fritz Felgentreu                 |                                   |                                        |                                               |                                                    |
| Thomas Feist                    | Anette Hübinger                      | Oliver Kaczmarek            | Michael Gerdes                   |                                   |                                        |                                               |                                                    |
| Cemile Giousouf                 | Axel Knoerig                         | Simone Raatz                | Hubertus Heil                    |                                   |                                        |                                               |                                                    |
| Uda Heller                      | Michael Kretschmer                   | Martin Rabanus              | Gabriele Katzmarek               |                                   |                                        |                                               |                                                    |
| Xaver Jung                      | Andreas Lenz                         | René Röspel                 | Carola Reimann                   |                                   |                                        |                                               |                                                    |
| Stefan Kaufmann                 | Reiner Meier                         | Ernst Dieter Rossmann *     | Dorothee Schlegel                |                                   |                                        |                                               |                                                    |
| Philipp Lengsfeld               | Philipp Murmann                      | Marianne Schieder           | Andrea Wicklein                  |                                   |                                        |                                               |                                                    |
| Patricia Lips                   | Kerstin Radomski                     | Rainer Spiering             | -                                |                                   |                                        |                                               |                                                    |
| Claudia Lücking-Michel          | Heinz Riesenhuber                    |                             |                                  |                                   |                                        |                                               |                                                    |
| Albert Rupprecht **             | Jana Schimke                         |                             |                                  |                                   |                                        |                                               |                                                    |
| Tankred Schipanski              | Tino Sorge                           |                             |                                  |                                   |                                        |                                               |                                                    |
| Uwe Schummer                    | Volker Ullrich                       |                             |                                  |                                   |                                        |                                               |                                                    |
| Wolfgang Stefinger              | Marcus Weinberg                      |                             |                                  |                                   |                                        |                                               |                                                    |
| Sven Volmering                  | Kai Whittaker                        |                             |                                  |                                   |                                        |                                               |                                                    |

- * Obleute
- ** Sprecher